# Bourguébus
Bourguébus é uma comuna francesa na região administrativa da Normandia, no departamento Calvados. Estende-se por uma área de 5,53 km². Em 2010 a comuna tinha 2 104 habitantes (densidade: 380,5 hab./km²).